# Natalia Gliga
Natalia Gliga (n. 19 septembrie 1940, Cașva, Mureș, România – d. 14 iunie 2018, București) a fost o interpretă de muzică populară românească din zona Mureșului. A cântat timp de peste 30 de ani la ansamblul Doina Brașovului. În anul 1990 s-a pensionat.

## Biografie
Născută la câțiva kilometri de Reghin, la Cașva, Natalia Gliga a avut primul contact cu muzica la școală, ca noi toți. După o scurtă perioadă petrecută la București, cu părinții refugiați, a revenit la Reghin pentru terminarea școlii elementare. A început să frecventeze cursurile școlii de industrie de la Târgu Mureș, dar, din fericire, a renunțat, la insistențele părinților, și "pentru că nu era chemarea mea", după cum susține interpreta. Viața a dus-o apoi la un notariat public, unde a învățat să scrie la mașină și să redacteze acte oficiale. Teoria muzicală și-a însușit-o tot în capitală, la Liceul de muzică nr.12, sub directa îndrumare a Mariei Tănase și a Miei Barbu. A fost colegă cu cei care, peste ani, aveau să se afirme în muzică la un nivel la care mulți visează. Printre aceștia, Gheorghe Zamfir, de care Natalia Gliga își amintește că "era un coleg bun, și care a avut ambiție să se realizeze". Încă mai păstrează legătura cu maestrul, iar de fiecare dată când acesta trece prin Reghin nu uită să o salute.
Soțul interpretei, Dumitru Vasi-Șoimoșanu, a scris o antologie de umor care cuprinde peste 50.000 de anecdote grupate tematic în zeci de volume dintre care au apărut până în prezent doar câteva, din motive financiare. Primul volum a văzut lumina tiparului abia în anul 1994 și se intitulează "Între soți". Cel de-al doilea volum, intitulat 
"Iubirea e un lucru foarte mare" a apărut în 1998, în trei ediții, la Editura Mașina de scris. Toată opera sa a fost cenzurată, nu numai pe vremea regimului comunist, ci și în anul 2003. În acel an a apărut un CD Antologia umorului politic - Eterna și fascinanta anecdotă. Ministrul de externe de atunci, Mircea Geoană, a comandat 50 de exemplare, însă comanda a fost cenzurată din 2 motive:
1.Poza de pe coperta CD-ului mai sus amintit Iliescu era așezat lângă Ceaușescu.
2.Titlul deranja, făcând aluzie la cartea lui Adrian Costea, Eterna și Fascinanta Românie, care la vremea respectivă a stârnit un adevărat scandal.

## Cariera muzicală
Cariera muzicală și-a început-o imediat după absolvire, când fostul avocat Enăchescu a cooptat-o în noua orchestră. Natalia Gliga povestește:
„Am dat examen la Orchestra Populară Miorița din Brașov, unde am fost colegă cu Ilarion Ionescu Galați. Am cântat în multe turnee, în compania unor artiști ca Irina Loghin, Benone Sinulescu, Ileana Sărăroiu.”—Natalia Gliga
Turneele sunt o amintire plăcută, dar lipsurile specifice vremii și-au pus amprenta și asupra condițiilor în care se țineau spectacolele:
„Cântam de multe ori la petromax, fără să avem curent electric. Turneele de atunci nu sunt ca cele de azi, unde cel mai mic sunet este amplificat de sute de ori. Deplasările durau câte o lună, și dormeam la hoteluri de calitate îndoielnică.”—Natalia Gliga
Din cauză că publicul de atunci nu avea alte modalități de divertisment, sălile erau arhipline :
„Oamenii nu mai aveau locuri, erau unii care stăteau agățați pe pereți.”—Natalia Gliga
Ca majoritatea artiștilor de succes, Natalia Gliga a fost chemată la recepțiile oficiale. Vocea sa a ajuns cunoscută de către Nicolae Ceaușescu, dar și de alți șefi de stat, pentru că la recepții veneau adesea invitați de rang înalt, mulți șefi de stat. Pentru acest gen de recepții, artiștii nu primeau aproape nimic în plus, în afară de cadourile oferite în special de ruși.

## Discografie
Discografia Nataliei Gliga

## Înapoi la rădăcini

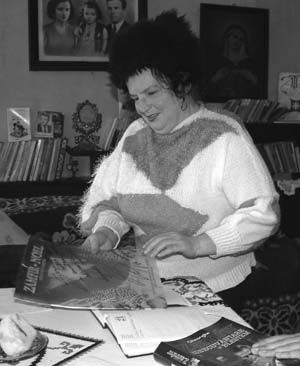
Natalia Gliga la 50 de ani de activitate, la Cașva.

Revoluția a prins-o pe Natalia Gliga acasă, la Brașov:
„Trebuia să mă ia o mașină să mă ducă la un spectacol. Dar am văzut oameni mulți, și soțul meu mi-a zis că e revoluție.”—Natalia Gliga
După 1990, Natalia Gliga s-a pensionat, și s-a întors la Reghin pentru a-și îngriji mama bolnavă. Mai colaborează cu Casa de Cultură, iar în timpul liber citește, sau își îngrijește livada și grădina din fața casei.
Pe data de 30 septembrie 2005 Natalia Gliga a primit din partea Ministerului Culturii Și Cultelor, Direcția Județeană Pentru Cultură Culte Și Patrimoniu Cultural Național Mureș o Diplomă de Excelență "pentru contribuția adusă, timp de 50 de ani, la punerea în valoare a moștenirii culturale tradiționale de pe Valea Superioară a Mureșului, pentru promovarea cântecului popular românesc". Tot pe data de 30 septembrie 2005 Centrul Județean Pentru Conservarea Și Promovarea Culturii Tradiționale Mureș a acordat Diploma de Onoare Nataliei Gliga la sărbătorirea a 50 de ani de activitate artistică. În aceeași zi Consiuliul Municipal Reghin, Primăria Reghin, Comisia de Învățământ, Cultură, Culte a acordat Diploma de Onoare Nataliei Gliga se acordă pentru întreaga activitate în slujba folclorului și romanței. Pe data de 12 octombrie 2008 cu ocazia Balului Pensionarilor s-a acordat Premiul Special Nataliei Gliga.